# Tanya Tagaq

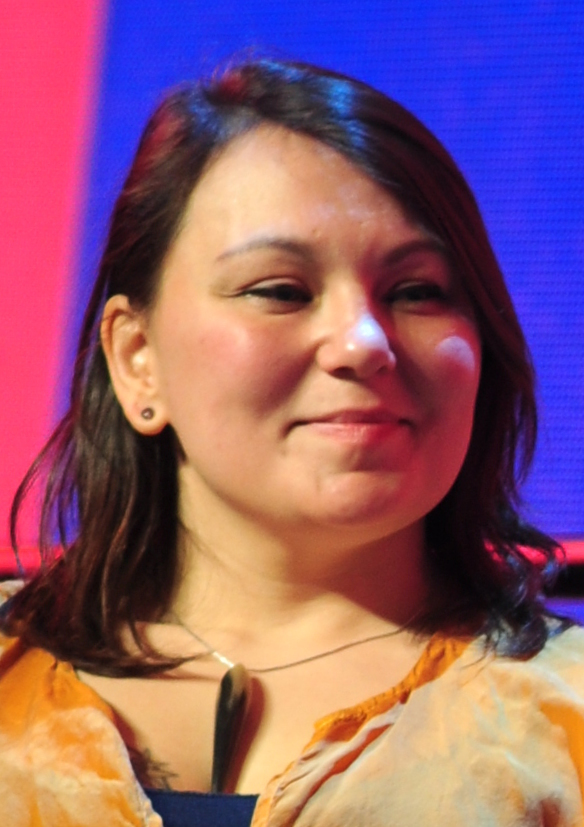
Tanya Tagaq, 2017

Tanya Tagaq (ibland bara Tagaq) är en kanadensisk inuitisk sångare född 1977. Hon är främst känd för sin strupsång, och har bland annat samarbetat med Björk (exempelvis på albumet Medúlla) och Kronos Quartet.
2014 vann hon Polaris Music Prize för sitt album Animism.

## Diskografi
- Sinaa (2005)
- Auk/Blood (2008)
- Anuraaqtuq (2011)
- Animism (2014)